# Поњо
Поњо (итал. Pogno) је насеље у Италији у округу Новара, региону Пијемонт.
Према процени из 2011. у насељу је живело 1433 становника. Насеље се налази на надморској висини од 461 м.

## Становништво
Према резултатима пописа становништва 2011. у општини је живело 1.538 становника.
| 1931. | 1936. | 1951. | 1961. | 1971. | 1981. | 1991. | 2001. | 2011. |
| ----- | ----- | ----- | ----- | ----- | ----- | ----- | ----- | ----- |
| 940   | 925   | 1.038 | 1.220 | 1.371 | 1.496 | 1.513 | 1.488 | 1.538 |